# NGC 5543
NGC 5543 (другие обозначения — ZWG 46.88, PGC 51079) — галактика в созвездии Волопас.
Этот объект входит в число перечисленных в оригинальной редакции «Нового общего каталога».